# Jacinto Marinho Fernandes da Rosa
Jacinto Marinho Fernandes da Rosa foi advogado, promotor público e político brasileiro.
Descendente de açorianos, com pai professor, veio de uma família de seis irmãos, de Montenegro - dentre eles, Cylon Rosa, que se destacou na carreira política.
Foi nomeado membro do Ministério Público do Estado do Rio Grande do Sul, em 1° de dezembro de 1931. Diplomado em Direto, em 1939, veio a ser promotor público. Foi nomeado prefeito de Montenegro, de 1944 até 1945 e novamente em 1946. Foi eleito deputado estadual, pelo PSD, para as 37ª e 38ª, de 1947 a 1955.